# Mnesicles equatorialis
Mnesicles equatorialis är en insektsart som beskrevs av Blackith, R.E. 1973. Mnesicles equatorialis ingår i släktet Mnesicles och familjen Chorotypidae. Inga underarter finns listade i Catalogue of Life.